# Osiołek Magdany
Osiołek Magdany (gruz. მაგდანას ლურჯა, ros. Лурджа Магданы) – radziecki debiut fabularny Tengiza Abuładze i Rezo Czcheidze z 1956 roku. Adaptacja opowiadania Lurja Magdani z 1890 roku znanej gruzińskiej pisarki Ekaterine Gabaszwili.

## Fabuła
Akcja filmu dzieje się w 1896 roku w małej gruzińskiej wiosce. Kupiec Mitu porzuca na drodze umierającego osła. Znajdują go dzieci wdowy Magdany. Nazywają go Luria i opiekują się nim, aż odzyskuje siły. Osiołek pomaga Magdanie w transporcie jogurtu do miasta i tam kupiec rozpoznaje go jako swojego i domaga się swych praw. Sprawę rozpatruje sąd pokoju. Na rozprawę przychodzi cała wieś, tak staruszkowie, jak i dzieci...

## Produkcja
Film trwa 68 min. Producent: Studio Gruzija-film. Na podstawie opowiadania Lurja Magdani z 1890 roku znanej gruzińskiej pisarki Ekaterine Gabaszwili; scenariusz napisał Carlo Gogodze.

## Obsada
- Duduchana Tserodze jako Magdana
- Liana Moistsrapiszwili jako Sapo
- Micho Boraszwili jako Micho

- Nani Czikwinidze jako Kato
- Akaki Kwantaliani jako Mitua
- Karlo Sakandelidze jako Vano
- Akaki Wasadze jako brygadzista
- Aleksandre Omiadze jako Gigo
- Aleksandre Takaiszwili jako sędzia

## Nagrody
W 1956 film otrzymał nagrodę na Międzynarodowym Festiwalu Filmowym w Cannes dla najlepszego filmu krótkometrażowego.